# Franz Arnold (Autor)
Franz Arnold (geboren als Franz Arnold Hirsch 23. April 1878 in Znin bei Bromberg; gestorben 29. September 1960 in London) war ein deutscher Dramatiker. 

## Leben
Franz Arnold machte eine Ausbildung als Zeichner in Berlin. Er nahm Schauspielunterricht und begann seine Karriere als Theaterschauspieler im Alter von 19 Jahren in Eberswalde. 1907 wurde er als Komiker am Friedrich-Wilhelmstädtischen Theater in Berlin engagiert. 1909 arbeitete er am Lustspielhaus. Dort lernte er Ernst Bach kennen, mit dem zusammen er als Teil des Autorenduos Arnold und Bach bekannt wurde. Unter Bachs Regie und mit ihm zusammen spielte er als Schauspieler in den gemeinsam verfassten Schwänken. 1917/18 traten die beiden in einem Armeetheater auf. Nach 1920 inszenierte Arnold die gemeinsamen Bühnenstücke in Berlin, Bach in München. 
In Berlin wurde er Mitglied der Freimaurerloge Victoria. 1933 emigrierte er nach England, kehrte aber wegen einer Erkrankung nochmal zurück. 1937 gelang ihm mit seiner zweiten Frau Henriette Mehler die erneute Auswanderung. 1947 erhielt er die britische Staatsangehörigkeit.